# Михайловский переулок (Киев)
Михайловский переулок (укр. Михайлівський провулок) — переулок в Шевченковском районе города Киева, местность Старый город. Пролегает от Михайловской улицы до переулка Тараса Шевченко.
Примыкают улицы Малая Житомирская, Аллы Тарасовой, Софиевская и ступени к Ирининской улице.

## История
Переулок известен с 30-х годов XIX века под неофициальным названием Прорезной — он был проложен в рамках реконструкции Старокиевской части Киева в 1830-х годах. Современное название переулок получил в 1869 году, в честь Михайловского Златоверхого собора. До 1962 года в состав Михайловского переулка входила также улица Паторжинского.
Особенностью переулка является его тупиковое завершение — трасса переулка упирается в сооружённую в 1950-х годах подпорную стену со ступенями, ведущими к улицам Паторжинского и Ирининской.

## Застройка
Застройка переулка относится к периоду конца XIX — начала XX века. Стили домов — характерные для тех времён: кирпичный, модерн, историзм.

### Памятники архитектуры
- № 3/16 — усадьба начала XX века. Состоит из двух жилых домов, один из которых возведён в 1903 году в стиле историзм, второй — в стиле рационального модерна в 1910—1913 годах.
- № 4 — жилой дом работников Народных комиссариатов советского хозяйства УССР. Возведён в 1934—1935 годах в стиле конструктивизм.
- № 9-А и 9-Б — усадьба, возведена в 1914 году архитектором В. Рыковым. Состоит из двух жилых домов в стиле модерн.
- здание № 12 — жилой дом, сооружён в 1900 году в стиле неоренессанс.
- здание № 14 — жилой дом, сооружён в 1889 году в кирпичном стиле архитектором В. Николаевым.
- здание № 17 — жилой дом, сооружён в конце XIX — начале XX столетия архитектором В. Николаевым. Стиль — историзм с чертами неоренессанса.
- здание № 19/18 — жилой дом, сооружён в 1887—1888 годах в кирпичном стиле архитекторами В. Николаевым и А. Кривошеевым.
- здание № 20 — жилой дом, сооружён в 1879 году в кирпичном стиле архитектором В. Николаевым.
- здание № 24/9 — доходный дом, возведённый в кирпичном стиле (1903—1904 годы).

## Выдающиеся личности, связанные с Михайловским переулком
Историко-культурное значение переулка связано с проживанием в нём известных деятелей науки, культуры, искусства.
В зданиях усадьбы № 9-А и № 9-Б проживали глава Совета министров УССР Н. Кальченко (1943—1952), скульптор и народный художник УССР Г. Кальченко (1944—1975), дважды Герой Советского Союза генерал-полковник А. Кравченко (1946), физик, академик АН УССР В. Лашкарёв (1920-е годы), композитор, народный артист СССР Г. Майборода (1966—1983), актриса Е. Осмяловская (1988—1997), учёный в сфере лесничества Д. Товстолес (1920-е—1930-е годы), общественно-политический деятель Н. Шраг (1917—1918).
В доме № 12 проживал историк-фольклорист П. Глядковский (1920-е—1930-е годы), художница и педагог А. Троицкая-Гусева (1900—1904).
Дом № 14 принадлежало начальнику Третьего отделения Киевской казённой палаты Луцу Яковлевичу Рудченко, у которого в 1902—1912 годах часто останавливался его брат Панас Якович Рудченко — писатель Панас Мирный.
В доме № 20 жил архитектор А. Кривошеев.
В доме № 28 (утрачен) проживали архитектор города Бобрусов, издатель В. Кульженко, врач, заведующий кафедрой Киевского университета И. Титов. В домах № 25 и № 30 (утрачены) жил фольклорист, академик ВУАН А. Лобода, в здании № 30 — музыковед и литературовед Д. Ревуцкий, в доме № 27 (утрачено) — пианист, композитор, профессор консерватории Г. Ходоровский.